# Ивашин, Владимир Алексеевич
Владимир Алексеевич Ивашин (20 июля 1944 — 13 июня 2008) — советский хоккеист, защитник, нападающий.

## Биография
На молодёжном уровне играл за «Крылья Советов», в сезоне 1962/63 дебютировал в составе команды в чемпионате СССР. После начала сезона 1965/66 перешёл в «Энергию» Саратов из 2 группы класса «А». Играл в чемпионате за «Торпедо» Горький (1966/67) и «Локомотив» Москва (1967/68 — 1968/69). В сезонах 1969/70 — 1970/71 выступал в составе «Торпедо» Ярославль.